# Sid Greene
Sidney „Sid“ Greene (* 18. Juni 1906; † Oktober 1972) war ein US-amerikanischer Comiczeichner.
Greene begann seine Karriere als hauptberuflicher Comiczeichner 1941. In den frühen Jahren seiner Laufbahn zeichnete und/oder tuschte er humoristische Comics wie Target and the Targeteers für den Verlag Novely Comics. Später folgten Crime- und Horrorcomics für die Verlage Ace Periodicals und Hillman, bevor er für Holyoke Publishing die Serien Fangs, Inspector Hunt und Speed Spaulding zeichnete.
1955 ging Greene zu DC-Comics, für den er in den 1960er und 1970er Jahren als Zeichner und Tuschezeichner Hefte für Serien aus den Bereichen des Superheldencomics (The Atom, Batman, The Flash, Green Lantern, Hawkman, Justice League of America) und des Gruselcomics (House of Mystery, House of Secrets) gestaltete. Für den Verlag Marvel Comics arbeitete Greene in den 1970er Jahren an den Serien KAR ZAR und S.H.I.E.L.D.